# (35508) 1998 FC44
1998 FC44 (asteroide 35508) é um asteroide da cintura principal. Possui uma excentricidade de 0.16284440 e uma inclinação de 7.25936º.
Este asteroide foi descoberto no dia 20 de março de 1998 por LINEAR em Socorro.